# Mónica Ayos
María Mónica Ayos (* 19. června 1972 Buenos Aires, Argentina) je argentinská herečka.
Je dcerou tanečníků Víctora Ayose a Móniky Crámer. V dětství se také věnovala tanci, jako herečka působí od poloviny 90. let. V roce 1995 se představila v malé roli v seriálu La familia Benvenuto, od roku 1996 pak začala hrát v divadle. Do televize se vrátila v roce 1999, kdy se mihla v seriálu Divoký anděl. Větší roli ztvárnila v seriálu Franco Buenaventura, el profe (2002), v hlavních rolích se představila v seriálech Jsi můj život (2006–2007), Por amor a vos (2008–2009), Herencia de amor (2009–2010) a Triunfo del amor (2010–2011). Vedlejší role ztvárnila v dalších seriálech, např. Antes muerta que Lichita (2015–2016). Hrála také v několika filmech, např. ve snímcích Francia (2009) či Madraza (2017).
Od roku 2002 je vdaná za herce Diega Oliveru.